# Simodon incurva
Simodon incurva là một loài Rêu trong họ Fossombroniaceae. Loài này được (Lindb.) Lindb. mô tả khoa học đầu tiên..